# Nevados de Payachata
Nevados de Payachata är en bergskedja i Bolivia, på gränsen till Chile. Den ligger i den västra delen av landet, 400 km väster om huvudstaden Sucre.
Trakten runt Nevados de Payachata är ofruktbar med lite eller ingen växtlighet. Trakten runt Nevados de Payachata är nära nog obefolkad, med mindre än två invånare per kvadratkilometer.